# Hull (Massachusetts)
Hull és una població dels Estats Units a l'estat de Massachusetts. Segons el cens del 2000 tenia 11.050 habitants.

## Demografia
Segons el cens del 2000, Hull tenia 11.050 habitants, 4.522 habitatges, i 2.821 famílies. La densitat de població era de 1.408,1 habitants/km².
Dels 4.522 habitatges en un 26,2% hi vivien nens de menys de 18 anys, en un 46,4% hi vivien parelles casades, en un 11,8% dones solteres, i en un 37,6% no eren unitats familiars. En el 29,4% dels habitatges hi vivien persones soles el 8,1% de les quals corresponia a persones de 65 anys o més que vivien soles. El nombre mitjà de persones vivint en cada habitatge era de 2,44 i el nombre mitjà de persones que vivien en cada família era de 3,06.
Per edats la població es repartia de la següent manera: un 22,1% tenia menys de 18 anys, un 6% entre 18 i 24, un 31,6% entre 25 i 44, un 28,3% de 45 a 60 i un 12% 65 anys o més.
L'edat mediana era de 40 anys. Per cada 100 dones de 18 o més anys hi havia 89,5 homes.
La renda mediana per habitatge era de 52.377 $ i la renda mediana per família de 62.294$. Els homes tenien una renda mediana de 43.030 $ mentre que les dones 34.738$. La renda per capita de la població era de 26.331$. Entorn del 5,6% de les famílies i el 8,3% de la població estaven per davall del llindar de pobresa.